# Бащата на булката (филм, 2022)
„Бащата на булката“ (на английски: Father of the Bride) е американска комедийна драма от 2022 г. на режисьора Газ Алазраки, адаптация на едноименния роман на Едуард Стрийтър. Във филма участват Анди Гарсия, Глория Естефан, Ейдрия Арджона, Изабела Монер, Диего Бонета и Клоуи Файнман. Той е третата филмова версия на историята, след оригиналния филм от 1950 г. и римейка от 1991 г. Продуциран от „План Б Ентъртейнмънт“, филмът е пуснат в Съединените щати на 16 юни 2022 г. от „Уорнър Брос Пикчърс“ и „Ейч Би О Макс“.

## Актьорски състав
- Анди Гарсия – Били Херера
- Глория Естефан – Ингрид Херера
  - Емили Естефан – Ингрид Херера като млада
- Ейдрия Арджона – София Херера
- Изабела Мерсед – Кора Херера
- Диего Бонета – Адан Кастило
- Клоуи Файнман – Натали Ванс
- Кейси Томас Браун – Кайлър
- Педро Деймиън – Хернан Кастило
- Ана Фабрега – Ванеса
- Енрике Мурчиано – Джуниър
- Лаура Харинг – Марсела Кастило
- Рубен Рабаса – Тио Уолтър
- Марта Веласко – Каридад „Чи Чи“ Гонзалес
- Макарена Ачага – Хулиета Кастило
- Мат Уолш – доктор Гари Сийджър
- Шон Патрик Доусън – Джуниър младши

## Продукция
През септември 2020 г. е обявено, че латинската адаптация на „Бащата на булката“ се насочва към кубо-американците, е в разработка от „Уорнър Брос Пикчърс“, със сценария, написан от Мат Лопез. През февруари 2021 г. е обявено, че Газ Алазраки е предназначен да режисира филма. През март 2021 г. Анди Гарсия е обявен да участва като заглавния герой. През април 2021 г., Ейдрия Арджона, Глория Естефан, Изабела Монер са добавени в актьорския състав, а Диего Бонета, Енрике Мурчиано и Макарена Ачага се присъединяват към филма през май. През юни 2021 г. Клоуи Файнман и Ана Фабрега се присъединиха към актьорския състав за филма, докато филмът сега е продуциран от „Уорнър Брос Пикчърс“ и разпространен от „Ейч Би О Макс“.
Снимките започват на 22 юни 2021 г. в Атланта, Джорджия

## Премиера
Премиерата на филма е на 16 юни 2022 г. в стрийминг услугата „Ейч Би О Макс“.